# Кюэр
Кюэ́р или Кюер (фр. Cuers) — коммуна на юго-востоке Франции в регионе Прованс — Альпы — Лазурный берег, департамент Вар, округ Тулон, кантон Сольес-Пон.
Площадь коммуны — 50,53 км², население — 9542 человека (2006) с выраженной тенденцией к росту: 10 452 человека (2012), плотность населения — 207,0 чел/км².

## Население
Население коммуны в 2011 году составляло — 10 333 человека, а в 2012 году — 10 452 человека.
| 1962 | 1968 | 1975 | 1982 | 1990 | 1999 | 2006 | 2008 | 2011  | 2012  |
| ---- | ---- | ---- | ---- | ---- | ---- | ---- | ---- | ----- | ----- |
| 4665 | 5107 | 5453 | 6571 | 7027 | 8174 | 9542 | 9933 | 10333 | 10452 |

Динамика населения:

## Экономика
В 2010 году из 6497 человек трудоспособного возраста (от 15 до 64 лет) 4514 были экономически активными, 1983 — неактивными (показатель активности 69,5 %, в 1999 году — 65,5 %). Из 4514 активных трудоспособных жителей работали 4043 человека (2179 мужчин и 1864 женщины), 471 числились безработными (209 мужчин и 262 женщины). Среди 1983 трудоспособных неактивных граждан 626 были учениками либо студентами, 609 — пенсионерами, а ещё 748 — были неактивны в силу других причин.
На протяжении 2010 года в коммуне числилось 4126 облагаемых налогом домохозяйств, в которых проживало 10 186,5 человек. При этом медиана доходов составила 19 тысяч 321 евро на одного налогоплательщика.